# John Everett (remero)
John Gardner Everett (Salem, 10 de septiembre de 1954) es un deportista estadounidense que compitió en remo. Ganó tres medallas en el Campeonato Mundial de Remo entre los años 1974 y 1982.

## Palmarés internacional
| Campeonato Mundial | Campeonato Mundial | Campeonato Mundial | Campeonato Mundial |
| Año                | Lugar              | Medalla            | Prueba             |
| ------------------ | ------------------ | ------------------ | ------------------ |
| 1974               | Lucerna (Suiza)    | Medalla de oro     | Ocho con timonel   |
| 1981               | Múnich (RFA)       | Medalla de plata   | Cuatro con timonel |
| 1982               | Lucerna (Suiza)    | Medalla de bronce  | Cuatro con timonel |